# Зелінський Анатолій Феофанович
Зелінський Анатолій Феофанович (нар. 2 червня 1925, смт Салькове — пом. 13 січня 2002) — український вчений-правознавець, доктор юридичних наук, професор кафедри кримінології і кримінально-виконавчого права Харківського юридичного інституту (зараз Національний університет «Юридична академія України імені Ярослава Мудрого»).

## Біографія
Народився 2 червня 1925 року у селі Сальковому Гайворонського району Кіровоградської області.
На початку Радянсько-німецької війни працював робітником на заводі, з 1943 по 1957 роки служив у армії. У 1957 році закінчив Куйбишевський факультет Всесоюзного юридичного заочного інституту за спеціальністю «правознавство». З 1957 по 1959 роки — слідчий, старший слідчий райвідділу і міськвідділу органів внутрішніх справ Кіровоградської області. Потім до 1960 року викладав у Одеській середній спеціальній школі міліції. З 1960 по 1963 рік працював старшим слідчим УВС Одеського облвиконкому. 1963 року остаточно перейшов на викладацьку роботу і працював викладачем, старшим викладачем, доцентом кафедри кримінального права Вищої слідчої школи МВС СРСР. У 1966 році захистив кандидатську дисертацію «Значення норм кримінального права для попередження злочинів».
1975 року переїхав до міста Харкова, де викладав і займався науковою діяльністю на кафедрі кримінології і кримінально-виконавчого права Харківського юридичного інституту. У 1979 році захистив докторську дисертацію «Рецидив злочинів: структура, зв’язки, прогнозування».
У 1995 році переїхав до міста Києва, де працював старшим помічником Генерального прокурора України і викладав кримінологію в різних навчальних закладах.
Помер Анатолій Феофанович Зелінський 13 січня 2002 року.

## Наукова діяльність
Автор і співавтор понад 150 публікацій, серед них 10 монографій, курси лекцій, навчальні посібники. Підготував 7 кандидатів юридичних наук.

## Нагороди
Нагороджений чотирма медалями і нагрудними знаками за бездоганну службу в органах внутрішніх справ.